# ちなつとまひろのメモオフラジオ!〜ふたりで風流庵〜
『ちなつとまひろのメモオフラジオ!~ふたりで風流庵~』（ちなつとまひろのメモオフラジオ　ふたりでふうりゅうあん）とは音泉で2013年4月29日から隔週月曜日に配信されているインターネットラジオ番組。2013年6月27日にPS3、PS Vitaで発売予定の恋愛アドベンチャーゲーム『メモリーズオフ6 Complete』『メモリーズオフ ゆびきりの記憶』に関連した番組である。

## パーソナリティ
- 鹿野優以（天川ちなつ 役）
- 井ノ上奈々（仙堂麻尋 役）

## オープニングテーマ
- 『幻影のメビウス』（第1回 - ）
  - 作詞:かなで、作曲:箭内茜、編曲:鴇沢直／歌:Zwei

## 番組進行
- ふつおた
- フェフォフィーフュ　オフ
- ゆびきりげんまん、嘘ついたらプレゼントあ～げる！
- ふたりで風流庵ぷらす